# Salsola inaperta
Salsola inaperta är en amarantväxtart som beskrevs av Viktor Petrovitj Botjantsev. Salsola inaperta ingår i släktet sodaörter, och familjen amarantväxter. Inga underarter finns listade i Catalogue of Life.